# رولز-رویس سیلور کلاود
رولزرویس سیلور کلاود (Rolls-Royce Silver Cloud) خودرویی است که در سال‌های ۱۹۵۵–۱۹۶۶ در انگلستان تولید شده‌است.
طراحی آن خودروهای موتور جلو-محور عقب بوده‌است. سیستم جعبه‌دندهٔ آن ۴ دنده به صورت خودکار است.

## نگارخانه

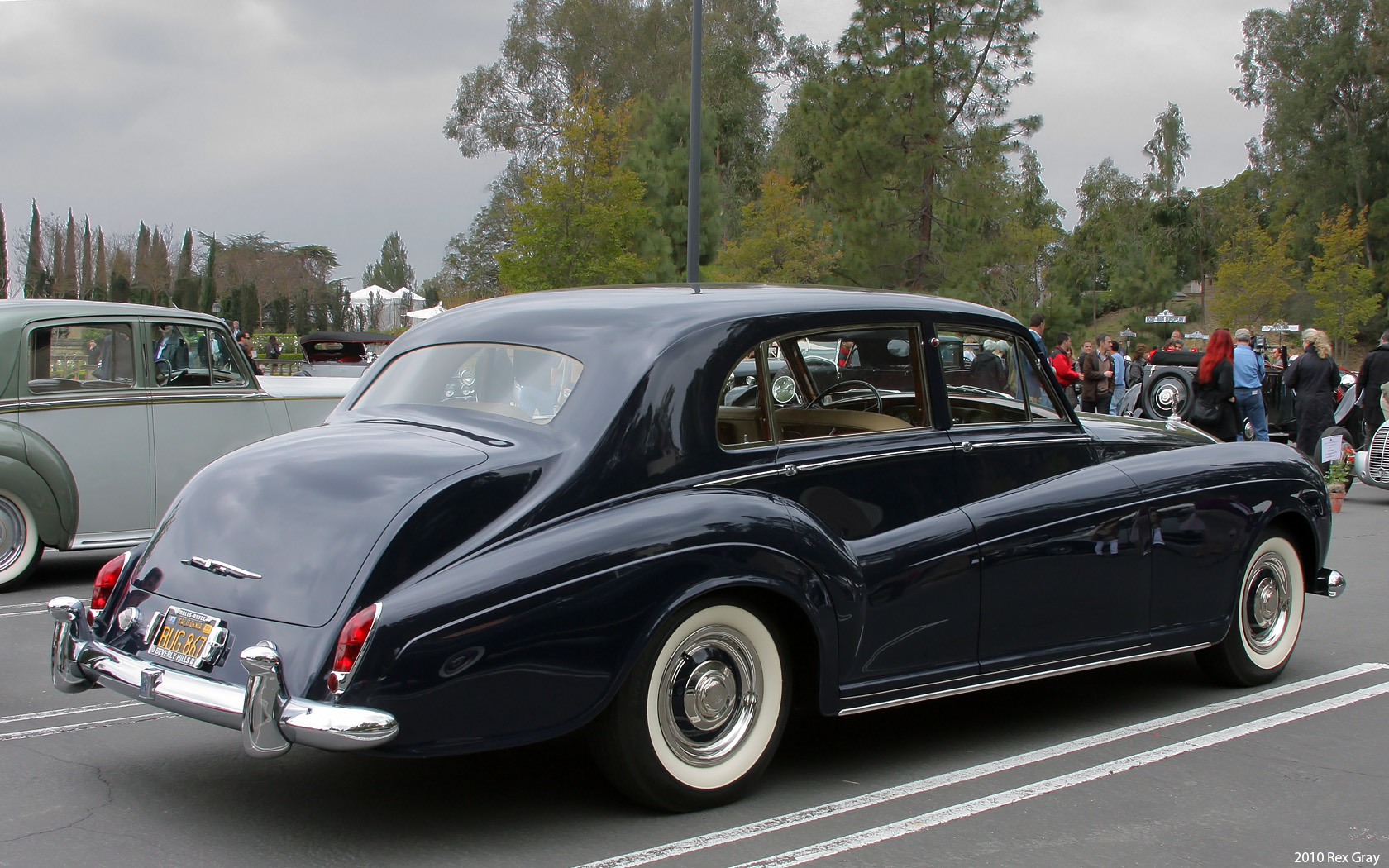
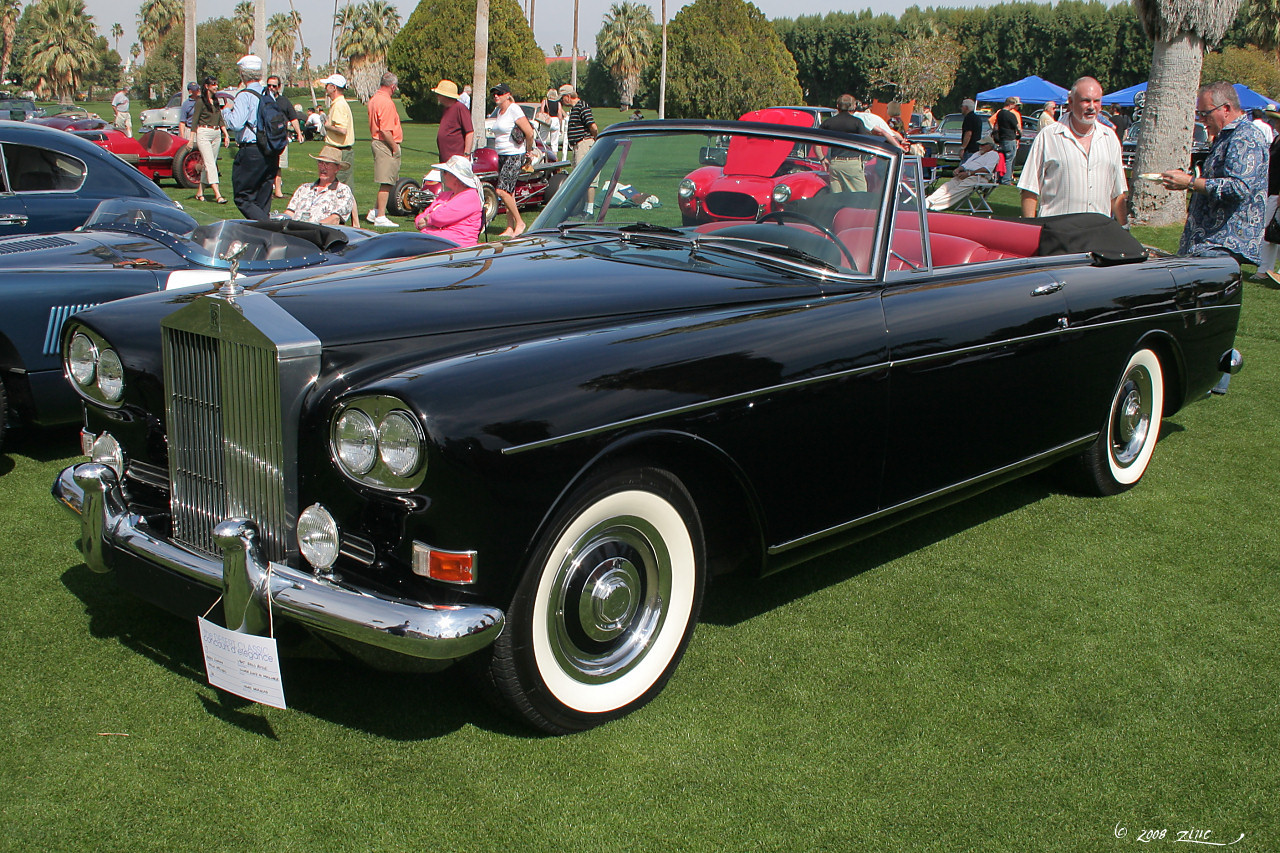
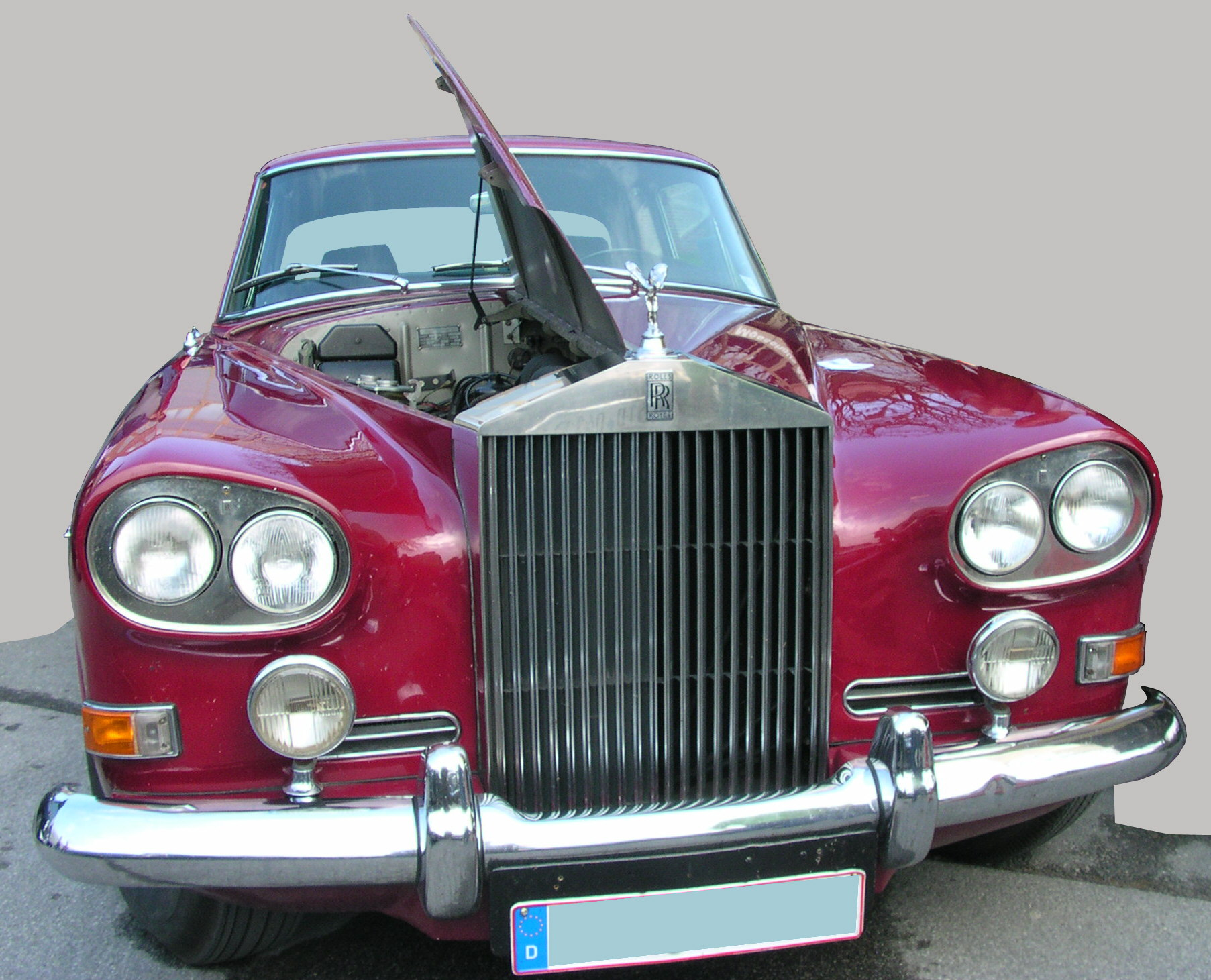
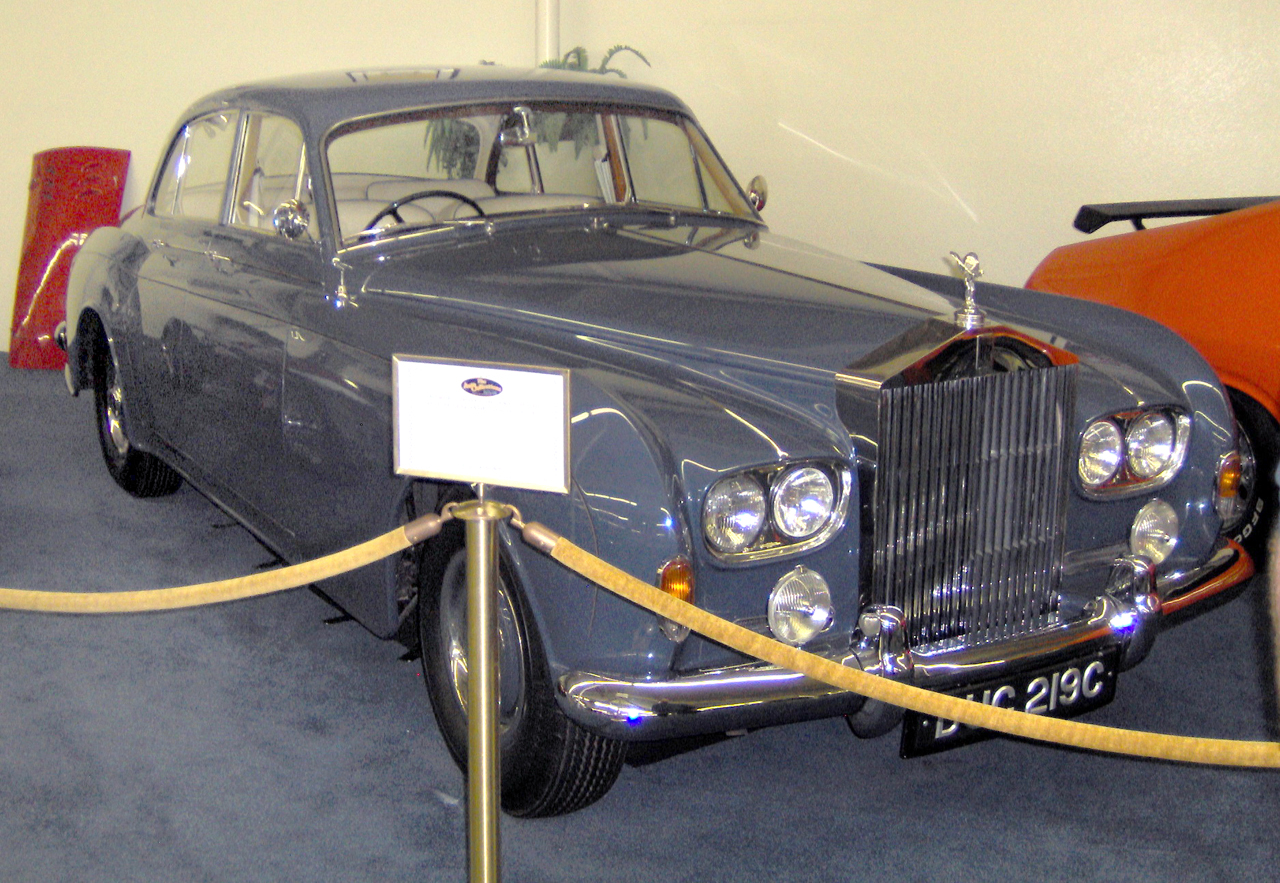